# Ceuta Portuguesa
Ceuta foi uma possessão portuguesa entre 1415 e 1640. Conquistada ao Reino de Fez pelo rei D. João I, passou para a posse de Espanha aquando da Restauração da Independência Portuguesa.

## História

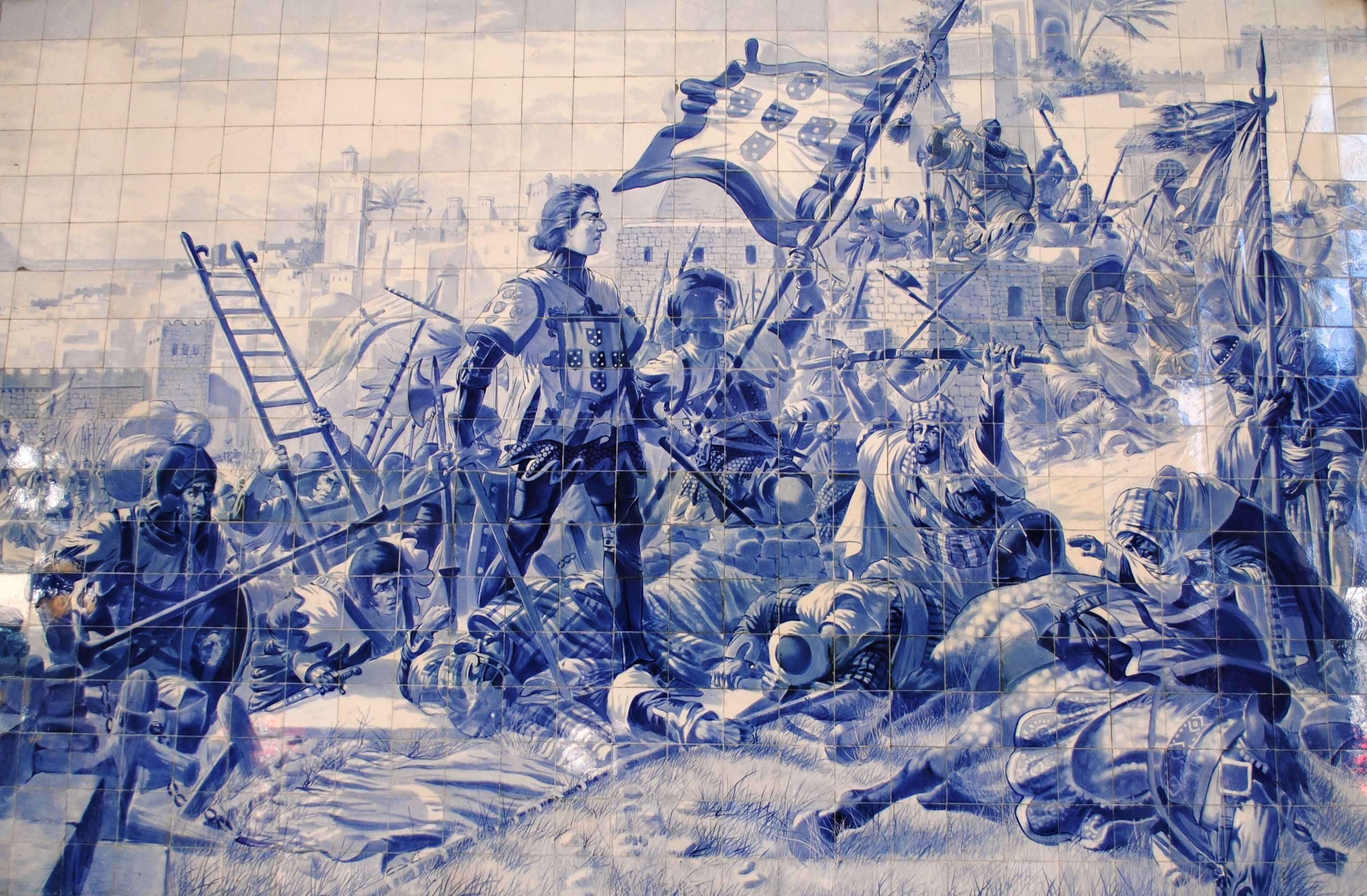
A conquista portuguesa de Ceuta representada em azulejos na Estação de São Bento, Porto

A 21 de agosto de 1415 tropas portuguesas comandadas pelo rei D. João I acompanhado pelos seus filhos Duarte, Pedro e Henrique desembarcaram no que são atualmente as praias de Santo Amaro e conquistam a cidade para Portugal. Diante das disputas de vários capitães para ficarem com o governo da cidade depois da conquista, Pedro de Meneses apresentou-se ao rei com um pau chamado "aleo", usado num jogo popular na época, e quando D. João lhe perguntou se era suficientemente forte para tomar a seu cargo a responsabilidade do governo de Ceuta terá respondido: «Senhor, este pau basta-me para defender Ceuta de todos os seus inimigos». Pedro de Meneses foi então nomeado primeiro governador e capitão-geral de Ceuta. O pau (Aleo) ainda hoje se encontra no santuário de Nossa Senhora de África e passou de mão em mão por todos os governadores que estiveram no comando da praça jurando defender a cidade tal como o fez Pedro de Meneses.
| “ | Ceuta, cidade no estreito Hercúleo, em frente de Gibraltar, foi uma das principais cidades no tempo dos mouros, tanto em edifícios como em riqueza de mercadorias, que daqui partiam para toda a terra do Sertão. E estava em tanta prosperidade que quantos navios passassem pelo dito estreito, quer do Levante quer do Poente, tinham que amainar as velas, porque toda a nau que isto não fizesse, as galés dos mouros as seguiam e as tomavam. | ” |
|   | — Descrição de Ceuta no início do século XVI por Valentim Fernandes, 1507. |   |

O rei ordenou que quase 3 000 homens ficassem para trás como guarnição. Incluía 300 escudeiros da casa real, 300 escudeiros da casa do príncipe-herdeiro D. Duarte, 250 escudeiros da casa do Infante D. Pedro, 300 escudeiros da casa do Infante D. Henrique, 600 besteiros a pé e a cavalo, um número inédito de escudeiros das cidades de Évora e Beja e vários nobres com os seus seguidores. Muitos ressentiam-se profundamente com a ideia de viver numa cidade fronteiriça isolada, rodeada por potências muçulmanas hostis, ávidas por vingança contra os cristãos e, temendo morte certa ou cativeiro, imploraram para serem levados de regresso a Portugal, subornaram funcionários para os levarem de volta aos navios ou fingiram doenças. Alguns se estabeleceram voluntariamente na cidade como milicianos, como os artesãos. Outros abraçaram de bom grado a vida de fronteiros. Provavelmente muitos eram nobres e seus vassalos, buscando riqueza e glória no serviço no exterior, como Rui de Sousa, que ficou para trás com 40 vassalos. Tais nobres poderiam ter-se tornado um sério factor de desestabilização e conflito interno finda a paz com Castela em 1411.
Ceuta foi sitiada pelo sultão de Fez e pelo emir de Granada em 1418 e novamente em 1419. Porém de ambas as vezes os muçulmanos foram rechaçados.
Num tratado assinado com o rei de Fez, este reconheceu Ceuta como portuguesa. No mundo cristão, a cidade foi reconhecida como possessão portuguesa nos tratados das Alcáçovas  (1479) e de Tordesilhas (1494).
A seu tempo, Ceuta veio a tornar-se uma formidável base militar e um dos principais refúgios para corsários cristãos no ocidente Mediterrâneo, a principal base a partir da qual os navios portugueses atacavam navios muçulmanos hostis, de Salé a Granada e Tunes, actividade que rendeu ao capitão de Ceuta D. Pedro de Meneses e a D. João I valiosos rendimentos. A navegação cristã no Estreito de Gibraltar também se tornou mais segura. Os ataques portugueses causaram o abandono da costa marroquina por número considerável de residentes, que fugiram para o interior, ao passo que o comércio externo marroquino definhou gradualmente. Ceuta era frequentada por aventureiros de diversas nacionalidades, entre castelhanos, aragoneses, flamengos, Alemães e até mesmo polacos, que buscavam de riqueza e glória.
Ceuta tornou-se diocese em 1417 por bula do Papa Martinho V. 
Durante o reinado de D. Duarte, a fortaleza de Ceuta rapidamente se tornou um peso nas finanças régias. As caravanas trans-saarianas mudaram de percurso para Tânger e o permanente estado de guerra comprometia o cultivo dos campos em redor e a produção de cereais. A situação agravou-se em função das elevadas despesas militares necessárias à manutenção da praça africana. Os membros da corte chegaram a cogitar o abandono da cidade. O Infante D. Pedro, em carta ao seu irmão, afirmava mais tarde:
| “ | Ceuta é um grande sorvedouro de gente de nossa terra, de armas e de dinheiro. | ” |

Em 1437 Henrique e  Fernando persuadiram o rei a lançar um novo ataque ao sultanato Marinida. O ataque a Tânger liderado pelo infante D. Henrique, foi um desastre. O Infante D. Fernando foi entregue aos merínidas como refém e prometida a entrega Ceuta para que o exército português pudesse partir a salvo.  D. Fernando faleceu no cativeiro e a cidade continuou portuguesa (1443).
A posse de Ceuta levaria indirectamente a mais expansão portuguesa. A principal área de expansão portuguesa, nesta altura, era a costa de Marrocos, onde havia cereais, gado, açúcar e têxteis, bem como peixe, peles, cera e mel.
Ceuta teve que se aguentar sozinha, durante 43 anos, até que a posição da cidade ser consolidada com a tomada de Alcácer Seguer (1458), Arzila e Tânger (1471).
A cidade foi reconhecida pelos castelhanos como possessão portuguesa pelo Tratado de Alcáçovas (1479) e pelo Tratado de Tordesilhas (1494).
No contexto da Dinastia Filipina, que se seguiu à morte de D. Sebastião em 1580, Ceuta manteve a administração portuguesa, tal como Tânger e Mazagão. Todavia, quando da Restauração Portuguesa em 1640 não aclamou o Duque de Bragança como rei de Portugal, ficando sob domínio espanhol. A situação foi oficializada em 1668 com o Tratado de Lisboa, assinado entre os dois países e que pôs fim à guerra da Restauração, no entanto, a cidade decidiu manter a sua bandeira que é composta por gomos brancos e pretos, à semelhança da bandeira da cidade de Lisboa, ostentando ao centro o escudo português.